# Leaota-bjergene
Leaota-bjergene er en bjergkæde der ligger i det centrale Rumænien, nord for byen Târgovişte. De er en del af de Transsylvanske Alper der er en del  af Karpaterne, og som naboer har  Bucegi-bjergene mod øst og Piatra Craiului mod vest.
Den 2.133 meter høje pyramideformede Leaota-top rejser sig i et fantastisk landskab med tætte granskove, vilde dyr, enkelte vandrene hyrder og næsten ingen turister.

## Leaota turistshelter (rumænsk cabana)
Shelteren blev bygget i 1940'erne i en højde af 1.330 meter over havets overflade. Den er i øjeblikket forladt og bliver brugt sporadisk af forbipasserende turister. I 1962 havde hytten rindende vand, el-generator, permanent buffet og skiløjper arrangeret i nærheden. Indtil 2004 drev hytten af samme navn i Brateiului-dalen, men nu er den ikke længere inkluderet i tilbuddet til turisterne.